# 蒂羅爾遠征
蒂羅爾遠征發生於1797年3月20日至5月5日，是第一次反法同盟的義大利戰場的一系列軍事行動。由巴泰勒米·儒貝爾率領的法軍在拿破崙的命令下進行長距離的行軍。

## 背景
在里沃利戰役後，拿破崙成功阻止了聯軍對曼圖亞之圍的四次解圍，並決定向維也納進軍以結束第一次反法同盟。
在法恩扎戰役成功迫使教皇國退出戰爭後，拿破崙開始了對奧地利本土的軍事行動，拿破崙將兵力分成兩部分，由他指揮的主力部隊正面直攻維也納，而儒貝爾則率領部分法軍從左翼的特倫托發起攻勢，以防止法軍主力部隊受到來自北部的攻擊。

## 經過

### 起初
3月20日，法軍在薩洛爾諾擊敗了奧軍並俘虜了3,500名士兵。
3月21日，法軍在埃尼亞擊退了約翰·馮·勞登少將的進攻。
3月21日到23日，法軍主力軍隊在塔維斯戰役中與奧軍交戰並擊敗敵軍，拿破崙成功打通了進入維也納的路線。而為了保衛補給線，儒貝爾隨後向基烏薩挺進，並於3月22日再次擊敗奧軍。
奧軍此時撤退到義大利東北部的福爾泰扎，但於3月28日再次被擊敗。這一次奧軍不得不撤退到維皮泰諾，並從此處穿過布倫內羅。法軍直接威脅到蒂羅爾的首府茵斯布魯克。但因為奧軍龐大的人數，儒貝爾選擇不進攻。

### 布雷薩諾內的壕溝
在得到12,000名士兵的增援後，帝國軍隊計劃同時向布雷薩諾內和波爾察諾的法軍發起進攻。
該行動於4月2日開始，但最終失敗，絕大多數的奧軍進攻都失敗或沒有交戰。

### 與大部隊會合
4月5日，巴泰勒米·儒貝爾朝菲拉赫的方向出發，行軍穿過普斯泰里亞山谷和蓋爾山谷，成功與大部隊會合。在與奧軍進行了幾次小規模衝突後，他的部隊終於在5月8日抵達主陣地。儘管他的行動取得了巨大成功，但奧軍早在儒貝爾的部隊抵達前簽署和平協議。

### 書籍
- 凯旋TheLastTriumph. . 出版者. 2022-02-08  [2022-03-14]. （原始内容存档于2022-03-14）.
- David G. Chandler. . 1992. ISBN 88-17-11904-0 （英语）.
- Carl von Clausewitz. . 2012. ISBN 978-88-89660-16-4 （英语）.
- Luigi Mascilli Migliorini. . 出版者. 2001. ISBN 88-8402-350-5 （英语）.